# Rumex exspectatus
Rumex exspectatus är en slideväxtart som beskrevs av Karl Heinz Rechinger. Rumex exspectatus ingår i släktet skräppor, och familjen slideväxter. Inga underarter finns listade i Catalogue of Life.